# Градієнт концентрації

Молекулярна дифузія з мікроскопічної та макроскопічної точок зору. Спочатку молекули розчиненої речовини знаходяться зліва від бар'єру (фіолетова лінія), а праворуч їх немає. Бар'єр видаляється, і розчинена речовина дифундує, заповнюючи весь контейнер. Верх: одна молекула рухається випадковим чином. Середній: з більшою кількістю молекул існує чітка тенденція, коли розчинена речовина заповнює контейнер все більш рівномірно. Нижня частина: розчинена речовина плавно й систематично рухається від зон високої концентрації до областей низької концентрації. Цей плавний потік описується законами Фіка.

Градієнт концентрації (англ. concentration gradient) — диференційна зміна концентрації в певному напрямку на малому відрізку відстані, поділена на довжину цього відрізка.

## Загальний опис
Градієнт концентрації — векторна фізична величина, що характеризує величину і напрям найбільшої зміни концентрації певної речовини в середовищі. Градієнт концентрації завжди направлений в сторону зменшення концентрацієї речовини.
Градієнт концентрації може бути причиною перенесення речовин, наприклад дифузії. Дифузія здійснюється за градієнтом концентрації.

## Принагідно
- Мембранний транспорт [Архівовано 20 березня 2016 у Wayback Machine.]